# Lyubov Rudovskaya
Lyubov Ivanovna Rudovskaya (em ucraniano:  Любов Іванівна Рудовська; Odesa, 5 de novembro de 1950) é uma ex-jogadora de voleibol da Ucrânia que competiu pela União Soviética nos Jogos Olímpicos de 1976.
Em 1976, ela fez parte da equipe soviética que conquistou a medalha de prata no torneio olímpico, no qual atuou em cinco partidas.